# Anne Marie Braafheid
Anne Marie Braafheid (Paramaribo, 7 de diciembre de 1947) es una modelo, ex educadora y actriz surinamesa-curazoleña. Es la primera y única representante de Curazao en ser nombrada como primera finalista en el Miss Universo 1968.

## Biografía
Nació en 1947 en Paramaribo, Surinam. Sus padres son surinameses. A la edad de tres años se traslada a Curazao tiene 5 hermanos y fue alumna del Maria Immaculata Lyceum. Tras terminar sus estudios para maestra de escuela inicia en 1966 su carrera en la Helfrichschool. Braafheid estuvo desde temprana edad activo en el teatro y le gustaba el modelaje, la danza y el ballet, especialmente el jazz ballet.
Iniciados los años 1970 se establece en Milán donde ela trabaja hasta 1975 como modelo para varias casas de moda. Curazao le dio un papel en la serie de televisión italiana.Como actriz protagonizó la serie de televisión italiana" Jugando al golf una mañana "(Giocando a golf una mattina, 1969) y la película" Con tus manos sobre mi cuerpo " (Le tue mani sul mio corpo, 1970).
Se casó en la época de los 70, tiene una hija y sigue residiendo en Curazao.

## Concursos de belleza

### Miss Curazao 1968
En julio de 1968, ganó el título de Miss Curazao 1968.

### Miss Universo 1968
El 18 de julio de 1968 representó a Curazao en la edición 17° edición de Miss Universo, celebrado en Miami Beach, Florida, Estados Unidos. Fue nombrada primera finalista siendo la primera mujer de color en ser virreina.